# John Richard Gott III
John Richard Gott III (Louisville, 8 febbraio 1947) è un astrofisico statunitense.
Professore di astrofisica all'Università di Princeton, è considerato uno dei maggiori cosmologi dei nostri tempi e, di certo, uno di quelli che hanno dedicato maggior attenzione al problema della creazione dell'universo ed a quello di un'eventuale possibilità dei viaggi nel tempo.

## Teorie esotiche sui viaggi nel tempo
Nel 1991 J. Richard Gott III propose una teoria sulla possibilità di creare una macchina del tempo basata sulle corde cosmiche, sulla quale Paul Davies basò il suo libro Come creare una macchina del tempo. La macchina di Gott funzionerebbe grazie alla tensione antigravitazionale delle ipotetiche corde presenti nell'universo. Il viaggiatore potrebbe saltare da una corda all'altra ed ogni salto costituirebbe un viaggio nel tempo.
La controversa teoria dell'universo che crea se stesso nata con il supporto di Li-Xin Lin è dovuta proprio al fatto che Gott non escludesse la possibilità di viaggi nel tempo.
Nel suo libro Viaggiare nel tempo: la possibilità fisica di spostarsi nel passato e nel futuro (Milano, Arnoldo Mondadori Editore, 2002), Gott sostiene che i viaggi nel passato siano possibili, tuttavia la persona non potrebbe tornare nel proprio passato, se non correndo il rischio di cadere in un paradosso temporale. Nel libro l'autore mostra che niente per ora può escludere la possibilità di viaggi nel tempo, ma non esclude che nel futuro si possa dimostrare l'impossibilità di tali viaggi.

### L'Universo Madre
L'ipotesi che alle radici del nostro attuale universo ci possa essere un universo madre fu formulata nel 1996 da Gott e Li-Xin Li. Detto molto semplicemente, Gott ipotizzò che l'universo al suo inizio si sia "ripiegato" su se stesso lungo l'asse temporale formando una sorta di occhiello che lo renderebbe la causa di se stesso. Un esempio visualizzatore di questo concetto potrebbe essere un albero (privo di radici) di cui un ramo si curva verso la terra penetrandola e dando origine al tronco da cui deriva: l'universo madre sarebbe quindi il nostro stesso universo in uno stadio temporale antecedente.

L'universo madre si potrebbe quindi anche vedere come un cosmo bloccato in uno stato ciclico, che in futuro si chiuderebbe ad anello col passato generando in continuazione nuovi rami, nuovi universi paralleli, staccati dal protouniverso ciclico.

Una critica a questa teoria nasce dal presupposto che è estremamente complicato, secondo alcuni impossibile, provarne la veridicità o la falsità, poiché con l'inflazione verrebero a scomparire tutte le prove possibili.